# Њивак
Њивак је насељено мјесто у општини Пелагићево, Република Српска, БиХ. Према попису становништва из 2013. године, у насељу је живјело 107 становника.

## Становништво
До 1980. године насеље је било у саставу насељеног места Средња Слатина у општини Шамац.
| Демографија | Демографија | Демографија |
| Година      | Становника  | Становника  |
| ----------- | ----------- | ----------- |
| 1981.       | 393         |             |
| 1991.       | 383         |             |
| 2013.       | 107         |             |